# Хайдер, Фриц
Фриц Хайдер (нем. Fritz Heider; 18 февраля 1896 — 2 января 1988) — австрийский, а затем американский психолог, чьи идеи оказали большое влияние на американскую социальную психологию. Используя принципы гештальтпсихологии при объяснении социального поведения, создал продуктивные теории стабильности установок, изменения установок и межличностного восприятия.

## Биография
В Нортгемптоне он познакомился со своей женой Грейс (урождённой Мур). Они поженились в 1930 году, их брак продлился более 50 лет.

## Теория атрибуции
В книге «Психология межличностных отношений» (1958) Фриц Хайдер ввёл понятие «психологии здравого смысла» к помощи которой люди прибегают, объясняя повседневные события. Вывод, к которому он пришёл, заключается в следующем: люди склонны приписывать поведение окружающих либо внутренним причинам (например, личностной предрасположенности), либо внешним (например, ситуации, в которой человек оказался). Так, учитель может сомневаться в истинных причинах плохой успеваемости своего ученика, не зная, является ли она следствием отсутствия мотивации и способностей («диспозиционная атрибуция») или следствием физических и социальных обстоятельств («ситуационная атрибуция»).
Мы склонны объяснять поведение окружающих или результаты тех или иных событий либо внутренними (диспозиционными), либо внешними (ситуативными) причинами.